# 山脇〆紀
山脇 〆紀（やまわき ちょめのり、10月18日 - ）は、日本の男性声優。東京都出身。血液型はAB型。
以前はC&Oプロダクション、トリアスに所属していた。

## 出演作品

### テレビアニメ
- きらりん☆レボリューション（月島天）
- 時空冒険記ゼントリックス（プロント、キング、まゆ毛君）
- ミュータント タートルズ（バクスター・ストックマン博士、エンジニア）
- レゴ ニンジャゴー（ローニン）

### ゲーム
- エルヴァンディアストーリー（ゼノ）
- グリザイアの果実 -LE FRUIT DE LA GRISAIA-
- 時空冒険記ゼントリックス（キング）

#### 2015年
- LEGO®ニンジャゴー ローニンの影（ローニン）

### OVA
- がぁーでぃあんHearts（お頭）

### 舞台
- Lit Klatch リーディングシアター「ホス探へようこそ episode2」(2009年10月3日、南大塚ホール) - 華山 役

### ドラマCD
- てんとう虫アパートメント(樹悠太郎)
- FairyTail Inc.(Mr.J)